# Осмоъгълник
Осмоъгълникът (също и октагон, от старогръцки: ὀκτα + γωνία – „осем“ + „ъгъл“) е многоъгълник с осем страни и ъгли. Сборът на всички вътрешни ъгли е 1080° (6π). Има 20 диагонала.

## Правилен осмоъгълник
При правилния осмоъгълник всички страни и ъгли са равни. Вътрешният ъгъл е 135°, а външният и централният – 45°.

### Лице
Лицето S на правилен осмоъгълник може да бъде намерено по три начина:
- По страната a:

{\displaystyle S=2a^{2}\cdot \cot({\tfrac {\pi }{8}})=2a^{2}(1+{\sqrt {2}})\approx 4,82843\,a^{2}}
- По радиуса R на описаната окръжност:

{\displaystyle S=4R^{2}\cdot \sin(45^{\circ })=2{\sqrt {2}}\,R^{2}\approx 2,82843\,R^{2}}
- По радиуса r на вписаната окръжност (т.е. апотемата):

{\displaystyle S=8r^{2}\cdot \tan({\tfrac {\pi }{8}})=8r^{2}({\sqrt {2}}-1)\approx 3,3137\,r^{2}}

### Построение
Тъй като 8 е степен на 2, правилен осмоъгълник може да бъде построен с линия и прегел:

## Добити фигури
- Пресечено квадратно пано
- Осмоъгълно пано

### Петриеви многоъгълници
| A7 | Осмоседмичник                                  | Осечен осмоседмичник                                    | Двуосечен осмоседмичник | Триосечен осмоседмичник |
| B4 | Шестнадесетоклетъчник                          | Двадесетичетириклетъчник (осечен шестнадесетоклетъчник) | Осечен тесеракт         | Тесеракт                |
| D5 | Тридесетидвупетичник (триосечен демипентеракт) | Осечен тридесетидвупетичник (двуосечен демипентеракт)   | Осечен демипентеракт    | Демипентеракт           |

## Използване
- Единственият пътен знак с форма на правилен осмоъгълник е знакът „Стоп“
- Чадър във форма на правилен осмоъгълник
- Електрически ключ във форма на правилен осмоъгълник
- Мачовете за UFC се провеждат в осмоъгълна клетка, наречена „Октагон“